# Peter Qvam
Peter Qvam (14. december 1822 i Bolsøy – 11. maj 1907) var en norsk skolemand, bror til Ole Anton Qvam.
Qvam blev cand. philos. i 1842. I 1857 oprettede han sin egen skole i Kristiania, der efter en række udvidelser og forandringer 1873 fik navnet Maribogadens Latin- og Realskole. Den eksisterede frem til 1881, hvor Qvams Skole blev oprettet som en separat institution, der dog blev lukket efter kun et par år. I 1884 oprettede Qvam et middelskolekursus efter fællesskoleprincippet for børn, der var gået ud af folkeskolen. Allerede fra 1885 fik den et årligt statstilskud og havde 1896—1906 bidrag af Kriistiania Kommune.